# U.S. Route 98
La U.S. Route 98 è una strada statunitense a carattere nazionale che corre da est ad ovest dalla Florida meridionale al Mississippi occidentale.
Fu costruita nel 1933 come strada tra Pensacola (FL) e Apalachicola (FL) e da allora fu allungata verso est lungo la penisola della Florida e verso ovest verso il Mississippi. Corre lungo parte della costa del Golfo tra Crystal River (FL) e Mobile (AL), incluse le sezioni estese lungo la costa successiva verso ovest da St. Marks (FL).
Nel 2005 il termine orientale della strada è a Palm Beach (FL), all'intersezione colla Florida State Road A1A; il suo termine occidentale è vicino a Bude (MS), all'intersezione con la U.S. Route 84.